# Erik Sandvad
Erik Sandvad Andersen (ur. 27 stycznia 1945 w Kopenhadze) – duński piłkarz występujący na pozycji pomocnika.

## Kariera klubowa
Sandvad przez całą karierę występował w zespole Akademisk BK. Rozpoczął ją w 1964 roku. W debiutanckim sezonie 1964 spadł z nim do drugiej ligi, jednak w kolejnym awansował z powrotem do pierwszej. W sezonie 1967 wywalczył z klubem mistrzostwo Danii, a w sezonie 1970 wicemistrzostwo Danii. W 1971 roku zakończył karierę.

## Kariera reprezentacyjna
W reprezentacji Danii Sandvad zadebiutował 24 maja 1967 w przegranym 0:2 meczu eliminacji Mistrzostw Europy 1968 z Węgrami. W latach 1967–1971 w drużynie narodowej rozegrał 20 spotkań.